# Котовский, Григорий Иванович
Григо́рий Ива́нович Кото́вский (12 [24] июня 1881 — 6 августа 1925) — русский революционер, налётчик, советский военный и политический деятель, герой Гражданской войны в России.
Сделал карьеру от уголовного преступника в Российской империи до члена Союзного, Украинского и Молдавского Центрального исполнительного комитета СССР. Член Реввоенсовета СССР. Легендарный герой советского фольклора и художественной литературы. Убит при невыясненных обстоятельствах Мейером Зайдером. Отец советского индолога Григория Григорьевича Котовского.

## Биография
Григорий Котовский родился 12 (24) июня 1881 года в селе Ганчешты (Молдавия) в семье мещанина города Балта Подольской губернии Ивана Николаевича Котовского. Кроме него у родителей было ещё пять детей. Отец Котовского был обрусевшим православным поляком, мать — Акулина Романовна — русской. Сам Котовский утверждал, что происходит из шляхетского рода, владевшего имением в Подольской губернии, и даже в революционные годы неизменно указывал в анкетах на дворянское происхождение. Дед Котовского за связь с участниками польского национально-освободительного движения был досрочно уволен в отставку и разорился. Отец будущего комкора, инженер-механик по образованию, принадлежал к мещанскому сословию и работал механиком винокуренного завода в имении Манук-Беев в Ганчештах.
В возрасте 5 лет Григорий упал с крыши, потерял сознание и стал заикаться, столкнувшись с насмешками сверстников. Будучи довольно щуплым, он начал заниматься гирями и штангой, чтобы приобрести физическую силу для сопротивления обидчикам. Также ещё в детстве Гриша проявил большую тягу к музыке и научился играть на трубе.
Когда Грише было 8 лет, после родов пятого ребёнка от родильной горячки умерла его мать. В 1895 году от туберкулёза умер его отец.
Заботу о воспитании Гриши взяла на себя его крёстная мать София Шалль, молодая вдова, дочь инженера, бельгийского подданного, который работал по соседству и был другом отца мальчика, и крёстный отец — помещик Григорий Иванович Мирзоян Манук-Бей, внук Манук-Бея Мирзояна и владелец имения Ганчешты. Крёстный отец направил осиротевшего подростка в 1895 году в Кишинёвское реальное училище, выдав пособие на учение ему и одной из его сестёр.
Оказавшись без присмотра в большом Кишинёве, Котовский стал прогуливать занятия, хулиганить и через три месяца был изгнан из училища. Его однокашник Чеманский, ставший полицейским, вспоминал, что ребята называли Гришу «Берёзой», как в деревнях зовут смелых, драчливых парней с задатками верховодов.
После изгнания из реального училища Манук-Бей помог юноше поступить в Кокорозенское агрономическое училище и оплатил весь пансион. В училище Григорий особенно тщательно изучал агрономию и немецкий язык, так как Манук-Бей обещал направить его на «дообучение» в Германию на Высшие сельскохозяйственные курсы. Надежды эти не оправдались из-за смерти крёстного в 1902 году.
В училище Котовский обучился игре на скрипке, гармони, гитаре, кларнете. Там же пел в хоре, играл в школьном оркестре и учил языки. Увлёкся спортом и достиг успехов в боксе.
Запомнившейся деталью внешнего облика Котовского явилось полное бритьё головы. В парикмахерском деле в СССР укоренилось неформальное понятие «стрижка под Котовского» (то есть под ноль).

### Начало революционной деятельности
По заявлению самого Котовского, во время пребывания в агрономическом училище познакомился с кружком эсеров. В собственной автобиографии он указывал: «…я с первого момента моей сознательной жизни, не имея тогда еще никакого понятия о большевиках, меньшевиках и вообще революционерах, был стихийным коммунистом…»
В завершающий год учёбы в сельскохозяйственном училище в 1900 году Котовский устроился работать практикантом в Бендерском уезде в имении польского помещика М. Скоповского, который вскоре его уволил — по заверению юноши, за то, что тот слишком жалел батраков, а на деле за обольщение его жены.
В том же году Котовский ещё раз попытался закончить практику, помощником управляющего имения Максимовка Одесского уезда помещика Якунина. В октябре он был выгнан из Максимовки за похищение 200 рублей хозяйских денег, которые он растратил в Одессе.
Котовский возвратился помощником управляющего к Скоповскому, к тому времени оформившему развод с неверной супругой, но, узнав о скором призыве в армию, Котовский присвоил вырученные от продажи помещичьих свиней 77 рублей и попытался бежать. Пойманного юношу помещик отхлестал нагайкой. После коллективного избиения парня бросили в февральской степи связанным. Он смог освободиться, вернулся в имение, подпалил господский дом и бежал, окончательно сломав себе карьеру, так как не получил диплома об окончании училища и не смог поехать на стажировку в Германию, как планировал. «Его оболгали, обвинили в краже, судили, и он столкнулся с такой же несправедливостью, как пушкинский Дубровский», — считает историк А. И. Колпакиди. Не случайно Котовский считал Дубровского своим любимым героем и на своих акциях копировал его фразу «Спокойно, я — Котовский».
В марте—апреле 1902 года Котовский при устройстве управляющим к помещику Семиградову подделал рекомендательное письмо от помещика Якунина, однако подлог вскрылся, и за это Котовский получил четыре месяца тюрьмы. Котовский был посажен в «грабительский коридор» Кишинёвского тюремного замка, где, по его словам, содержались «сливки преступного мира». В камере Котовский заболел «нервной горячкой» и был помещён в тюремный лазарет, после чего был освобождён из-под стражи «по болезни».
Затем Котовский работал лесным объездчиком в селе Молешты у помещика Авербуха, рабочим на пивоваренном заводе Раппа. В самом конце 1903 года он снова угодил на два месяца в тюрьму по уголовному делу, инициированному по заявлению помещика Скоповского о краже 77 рублей, за которые парня ранее избили и бросили в лесу замерзать.
В 1904 году Котовский устроился на работу в богатое бессарабское имение князя Кантакузина. Он вспоминал, что вместе с крестьянами работал в имении Кантакузина до физического истощения, по 20 часов в день, и это подтолкнуло его к революционным идеям: он «с трудом выносил режим… тесными нитями связался с батрацкой голытьбой». В него влюбилась супруга князя. Узнав об этом, Кантакузин набросился на Котовского с побоями, на которые обладавший недюжинной силой Котовский ответил.
В январе 1904 года началась русско-японская война, но Котовский уклонился от мобилизации, скрываясь в Одессе, Киеве и Харькове. В этих городах он в одиночку или в составе эсеровских террористических групп принимал участие в налётах — экспроприациях. Осенью 1904 года Котовский возглавил кишинёвскую эсеровскую группу, занимавшуюся экспроприациями. Он собрал команду из двух десятков человек, базировавшуюся в лесу возле его родного села, которая стала совершать налёты на имения и квартиры богачей. Они называли себя анархо-коммунистами и за 2 месяца совершили почти 30 вооружённых ограблений. Кишинёвский полицмейстер С. Славинский докладывал, что в налётах участвовало обычно 5—7 человек, которые действовали по заранее продуманному плану, забирая деньги и ценные вещи. Историк Игорь Шкляев отмечает, что вооружённые грабители редко применяли оружие, и крови на Котовском нет.
В следующем году Котовский был арестован за уклонение от воинской службы и определён служить в 19-й Костромской пехотный полк, расквартированный в Житомире. Оттуда он бежал в мае 1905 года. Житомирские эсеры снабдили его фальшивыми документами и деньгами на дорогу в Одессу.
С этого времени для Котовского начались времена «уголовного подполья»: за дезертирство ему грозила каторга. Это определило его дальнейший переход в преступный мир, где он вскоре стал признанным лидером.

#### В период Первой русской революции
Котовский организовал отряд, во главе которого совершал разбойничьи набеги — жёг имения, уничтожал долговые расписки. В традиции своего времени часть награбленного Котовский передавал беднейшим. Крестьяне оказывали отряду Котовского помощь, укрывали его от жандармов, снабжали продуктами, одеждой, оружием. Благодаря этому отряд долгое время оставался неуловимым, а о дерзости совершаемых им нападений ходили легенды.
В 1905 году Котовский стал грозой помещиков и купцов, признанным «королём» налётчиков. Этот период он сам называл «бунтовщичеством» и признавал, что импульс к этому дала Первая русская революция. Однако в это время он ещё не отказался от идеи уехать учиться в Германию и откладывал деньги на эту цель.
Котовский был опознан и арестован 18 января 1906 года. На суде он заявил, что «боролся за права бедных» и «против тирании», однако получил мягкий приговор — 12 лет каторги.
В 1906 году его арестовывали трижды, два раза он смог бежать из Кишинёвской тюрьмы. И побеги он организовывал так, чтобы об этом заговорила общественность. Первый раз он бежал из зала суда, где был прикован наручниками к двум жандармам — схватив их за руки, он вместе с ними выпрыгнул из окна второго этажа.
24 сентября того же года он был вновь арестован, спустя год приговорён к 12 годам каторги и отправлен по этапу в Сибирь через Елисаветоградскую и Смоленскую тюрьмы. В 1910 году доставлен в Орловский централ.
В 1911 году этапирован к месту отбытия наказания — в Нерчинскую каторгу. Он работал на строительстве Амурской железной дороги, стал десятником на строительстве железной дороги, что делало его кандидатом на амнистию по случаю 300-летия Дома Романовых.
Однако по амнистии бандитов выпускать не стали, и тогда 27 февраля 1913 года Котовский, воспользовавшись невнимательностью охраны, ушёл в лес, бежал из Нерчинска и вернулся в Бессарабию. Скрывался, работая грузчиком, чернорабочим, а затем устроился управляющим в имение и параллельно снова возглавил группу налётчиков.
В это время Котовский стал ещё тщательнее планировать свои акции и преуспел в искусстве маскировки, в том числе личной.

…Прекрасно говорит по-русски, молдавски, румынски, и еврейски, а равно может изъясняться на немецком и чуть ли не на французском языках. Производит впечатление вполне интеллигентного человека, умного и энергичного. В обращении старается быть со всеми изящным, чем легко привлекает на свою сторону симпатии всех имеющих с ним общение. Роста выше среднего, шатен, открытое и выразительное лицо. Несколько сутуловат, во время ходьбы качается. В разговоре довольно заметно заикается; одевается прилично и может разыграть настоящего джентльмена. Выдавать он себя может за управляющего имениями, а то и помещика, машиниста, садовника, сотрудника какой-либо фирмы или предприятия, представителя по заготовке продуктов для армии и прочее. Старается заводить знакомства и сношения в соответствующем кругу… Любит хорошо и изысканно питаться и следит за своим здоровьем, прибегая к изданным по этому вопросу книгам и брошюрам…

Газета «Одесские новости» весной 1916 года писала: «Чем дальше, тем больше выясняется своеобразная личность этого человека. Приходится признать, что название „легендарный“ им вполне заслужено. Котовский как бы бравировал своей беззаветной удалью, своей изумительной неустрашимостью. Живя по подложному паспорту, вполне равнодушно разгуливал по улицам Кишинёва, занимал номер в самой фешенебельной местной гостинице».
В июне 1916 года полицейский пристав, который уже трижды арестовывал Котовского, разработал новую операцию против него. 25 июня 1916 года хутор, где он скрывался, окружили 30 жандармов, которым Котовский оказал яростное сопротивление. Спрятавшись на пшеничном поле, он был ранен в грудь двумя пулями и закован в ручные и ножные кандалы. Начальство решило этапировать заключённого в Одессу, но в Кишинёвском тюремном замке он начал планировать новый побег.
Одесским военно-окружным судом Котовский был приговорён к смертной казни через повешение. В камере смертников Котовский писал покаянные письма и просил отправить его на фронт. Одесский военно-окружной суд находился в подчинении командующего Юго-Западным фронтом прославленного генерала А. А. Брусилова, и именно ему предстояло утвердить смертный приговор. Одно из своих писем Котовский направил супруге Брусилова, которое произвело нужный эффект. Н. В. Брусилова сумела убедить мужа, что ни один человек не может решать о лишении другого человека жизни. Котовский получил отсрочку в исполнении приговора, затем был приговорён к каторжным работам.
Заступничество Надежды Владимировны он помнил всю жизнь.

Сначала генерал Брусилов, сообразуясь с убеждениями своей супруги, добился отсрочки казни. А потом в России грянула Февральская революция. Котовский мгновенно выказал всяческую поддержку Временному правительству. За него ходатайствовали, как это ни парадоксально, министр Гучков и адмирал Колчак. Освободил же его личным распоряжением сам Александр Керенский в мае 1917 года. Хотя до этого официального вердикта Котовский уже несколько недель разгуливал на свободе. А в день помилования явился наш герой в оперный театр Одессы, там давали «Кармен», и вызвал бешеные овации, произнеся пламенную революционную речь.

#### Организатор тюремного самоуправления
После получения известия об отречении Николая II от престола в Одесской тюрьме произошёл бунт. 8 марта 1917 года около ста узников совершили побег. Однако на следующий день в тюремном замке торжественно чествовали добровольно вернувшихся в камеру беглецов за то, что они поддержали «реноме честного арестанта и облегчили общественной власти задачу по успокоению тюрьмы». Возвращение состоялось по призыву созданного 1600 заключёнными Комитета арестантских выборных, в который входил Г. Котовский. По совету Одесского генерал-губернатора М. И. Эбелова заключённые направили в адрес Керенского, Гучкова и Львова коллективное ходатайство об освобождении, согласившись на немедленное зачисление в действующую армию и отправку на фронт и обязавшись до решения Временного правительства не покидать тюрьму. Выборный исполком под руководством Г. Котовского не только перенял заведование тюремным хозяйством, но и охрану: стражу сняли как анахронизм старого строя, без ограничений разрешили посещения родственников. Членам исполкома выдавались удостоверения на свободный выход в город для покупок и переговоров с местными революционными комитетами и Советом рабочих и солдатских депутатов. В тюремном замке даже устраивались концерты-кабаре с участием артистов местных театров.
15 марта 1917 года в кофейне «Саратов» прошло частное совещание исполкома заключённых с представителями криминального мира Одессы, на котором Котовский призвал находившихся на свободе «собратьев» объединиться в целях содействия «укреплению нового строя, обеспечению гражданам безопасности и порядка и к возвращению к честной трудовой жизни».
В резолюции собрания говорилось: «Низвержение отжившего строя, приведшего многих из нас к положению отщепенцев и пасынков жизни, наполняет нас надеждой на наше возвращение в ряды полноправных честных граждан, ещё способных принести пользу обновленной России… мы, инициативная группа уголовных преступников, заявляем о полной нашей готовности содействовать поддержанию и сохранению порядка и безопасности в возбужденной Одессе. Особенно, если нам будет дана возможность ознакомить все общественные организации с нашим положением и нуждами, если будет возвращена свобода всем узникам одесской тюрьмы».
17 марта 1917 года Временное правительство объявило широкую политическую амнистию постановлением «Об облегчении участи лиц, совершивших уголовные преступления». Смертные приговоры заменялись каторжными работами на 15 лет, бессрочная каторга — 12-летней каторгой. Постановление позволяло состоявшим под следствием (судом) или уже отбывавшим наказание гражданам условное освобождение при желании послужить Родине на поле брани в рядах защитников Отечества и засвидетельствовании впоследствии их доброго поведения воинской частью. Это было повторение аналогичной нормы, принятой Высочайшим повелением 20 января 1916 года и Положением Совета министров от 3 февраля 1916 года, изданным в порядке ст. 87 Основных законов.
К 1 апреля 1917 года в одесской тюрьме осталось всего около 100 заключённых, 6 мая товарищ прокурора Бонгард освободил и направил в действующую армию ещё 41 уголовного арестанта. Г. Котовский и его сподвижник А. Кицис были освобождены 7 апреля. Как писала советская печать, «новая революционная Россия приняла Котовского с восторгом и любовью».
Вскоре одесский Совет рабочих, крестьянских, матросских и солдатских депутатов продал с аукциона в Городском оперном театре его ручные и ножные кандалы за 10 тыс. рублей. В аукционе победил купец Гомберг. Интересно, что за голову Котовского власти год назад готовы были заплатить всего две тысячи рублей.

### Участник Первой мировой войны
В августе 1917 года в газете «Бессарабская жизнь» была опубликована заметка, что по распоряжению начальника штаба Одесского военного округа генерала Н. А. Маркса Г. Котовский отправился на Румынский фронт. Вскоре он был избран в полковой солдатский комитет 136-го Таганрогского пехотного полка. В октябре 1917 года за храбрость в бою командованием 6-й армии был награждён Георгиевским крестом и произведён в прапорщики.
В ноябре 1917 года примкнул к левым эсерам и 25 ноября был избран членом солдатского комитета 6-й армии. Затем Котовский, с преданным ему отрядом, был уполномочен Румчеродом наводить новые порядки в Кишинёве и его окрестностях.

### Гражданская война
Где широкая дорога,

Вольный плёс днестровский,

Кличет у Попова лога

Командир Котовский.

Он долину озирает

Командирским взглядом.

Жеребец под ним сверкает

Белым рафинадом…

Ходит ветер над возами,

Широкий, бойцовский,

Казакует пред бойцами

Григорий Котовский…

Над конём играет шашка

Проливною силой,

Сбита красная фуражка

На бритый затылок.
Он слишком быстр,

Чтоб молнией зваться,

Он слишком твёрд,

Чтобы скалой прослыть…
В январе 1918 года Котовский возглавлял отряд, прикрывавший отход большевиков из Кишинёва. В январе—марте 1918 года командовал кавалерийской группой в Тираспольском отряде вооружённых сил Одесской советской республики, воевавшими с румынскими интервентами, оккупировавшими Бессарабию. В марте 1918 года Одесская Советская Республика была ликвидирована австро-германскими войсками, вошедшими на Украину после заключённого Украинской Центральной радой сепаратного мира. Красногвардейские отряды ушли с боями на Донбасс, после оккупации Донецко-Криворожской республики — дальше на восток. В июле 1918 года Котовский вернулся в Одессу и находился там на нелегальном положении.

Несколько раз попадает в плен к белым. Его громит анархистка Маруся Никифорова. Его дружбы пытается добиться Нестор Махно. Но в мае 1918 года, сбежав от дроздовцев, оказывается в Москве. Что он делал в столице до сих пор никому неизвестно. То ли участвовал в мятеже левых эсеров и анархистов, то ли подавлял этот мятеж… Но уже в июле Котовский снова в Одессе. Бытует мнение, что Котовский водил дружбу с не меньшей одесской легендой — Мишкой Япончиком, и Япончик видел в нём своего и относился к нему как к заслуженному пахану и, что Котовский платил Мишке тем же, и даже поддерживал его. Это, не подтверждается документами. Япончик боялся Котовского и старался, чтобы их пути не пересекались. Интересен факт, что когда Япончик захватил власть над уголовным миром Одессы, ГубЧК (Губернская чрезвычайная комиссия по борьбе с контрреволюцией и саботажем) и Котовский провели совместно операцию по удалению бандитов из Одессы. Из бандитов был сформирован отряд и во главе Мишки Япончика направлен на фронт к Котовскому. В ходе проводимых операций бандиты неоднократно предавались грабежам, за что некоторые были расстреляны. За нарушение дисциплины арестовывался и Мишка Япончик. В одном из боев против регулярных сил противника, отряды Япончика разбежались, оголив фронт, после чего Япончик был расстрелян. Версия о том, что 5 апреля 1919 года, когда части Белой армии и французские интервенты начали эвакуацию из Одессы, Котовский под шумок вывез из Госбанка на трёх грузовиках все имеющиеся там деньги и драгоценности, и судьба этого богатства неизвестна, не имеет документального подтверждения.

С уходом французских войск, 19 апреля 1919 года Котовский получил от Одесского комиссариата назначение на пост главы военного комиссариата в Овидиополе. В июле 1919 года был назначен командиром 2-й бригады 45-й стрелковой дивизии. После захвата Украины войсками Деникина бригада Котовского в составе Южной группы войск 12-й армии совершила героический поход по тылам противника и вышла на территорию Советской России. В ноябре 1919 года критическая обстановка сложилась на подступах к Петрограду. Белогвардейские войска генерала Юденича подошли вплотную к городу. Конная группа Котовского, вместе с другими частями Южного фронта, была отправлена против Юденича, но когда они прибыли под Петроград, выяснилось, что белогвардейцы уже разгромлены. Это было весьма кстати для котовцев, которые были практически небоеспособны: 70 % из них были больны, да к тому же не имели зимнего обмундирования. В ноябре 1919 года Котовский слёг с воспалением лёгких. С января 1920 года командовал кавалерийской бригадой 45-й стрелковой дивизии, воюя на Украине против петлюровцев и на советско-польском фронте.

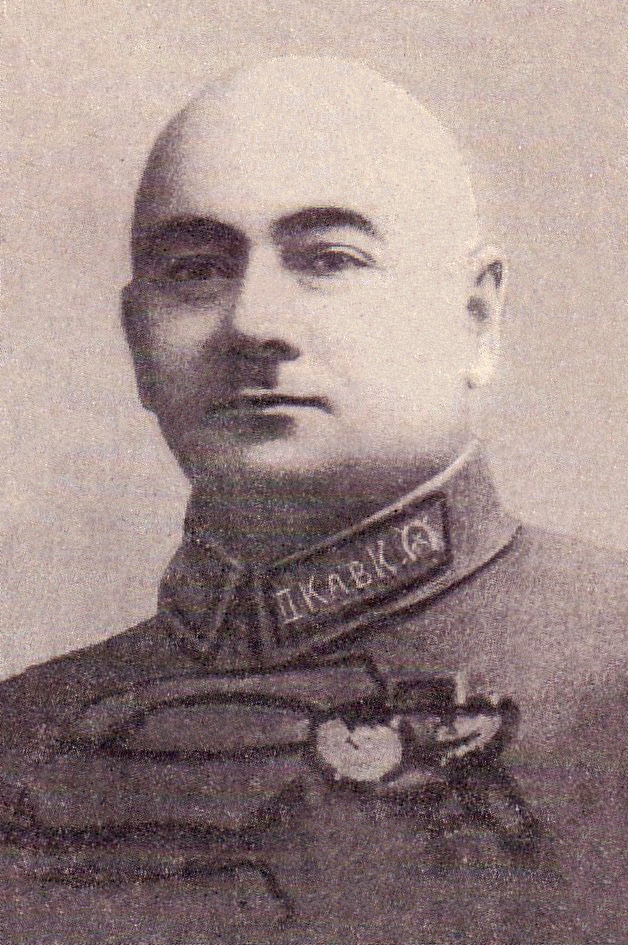
В 1920-х годах

5 февраля 1920 года Красная армия взяла Одессу в осаду. Конница Котовского вышла к городским окраинам. В тот же день белогвардейцы, по совету англичан, передали власть в городе командующему Украинской Галицкой армии В. Н. Сокире-Яхонтову. Утром 8 февраля 1920 года командующий УГА сдал Одессу без боя наступающим частям РККА. Галичанам оставили оружие, передали деникинские автомобили и амуницию. «Червона УГА» сохранила внутреннюю автономию и старый командный состав.
В апреле 1920 года Котовский вступил в РКП(б). С декабря 1920 года был командиром 17-й кавалерийской дивизии Червонного казачества. В 1921 году командовал кавалерийскими частями, в том числе подавляя восстания махновцев и антоновцев. Котовскому удалось хитростью войти в доверие через посредника к Ивану Матюхину, командиру крупного соединения антоновцев, и заманить его вместе с отрядом в село Кобыленка, в расположение своей бригады. В ходе перестрелки почти весь отряд антоновцев был перебит, при этом Котовский был тяжело ранен в правую руку и грудь. В сентябре 1921 года Котовский был назначен командиром 9-й кавалерийской дивизии, в октябре 1922 года — командиром 2-го кавалерийского корпуса. В Тирасполе в 1920—1921 годах в здании бывшей гостиницы «Париж» располагалась штаб-квартира Котовского.
Организаторы Молдавской советской социалистической республики от имени Коминтерна предлагали Котовскому пост Председателя совета министров МССР. Котовский отказался, мотивировав отказ лучшими условиями оказания помощи республике на высоком посту в Москве. По словам сына Котовского, летом 1925 года нарком Фрунзе предлагал назначить Котовского своим заместителем.

### Убийство

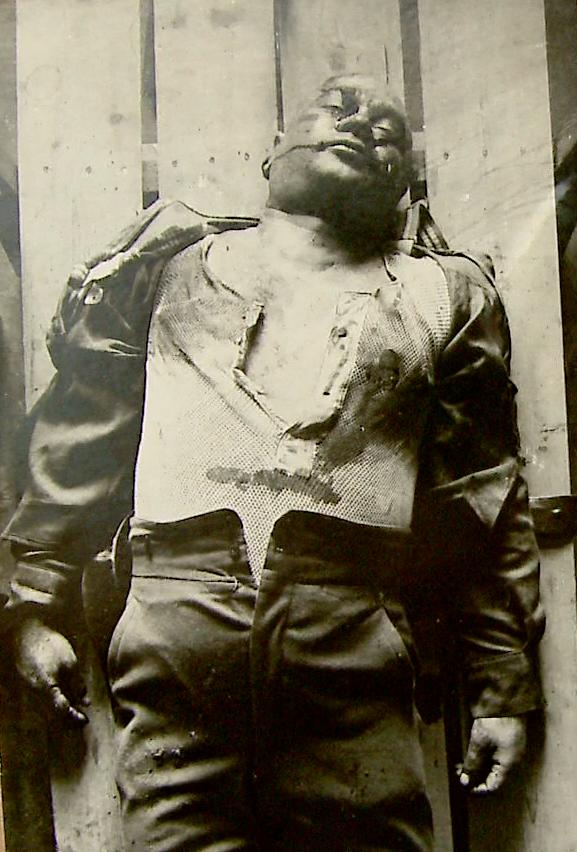
Тело Котовского после убийства

Котовский был убит 6 августа 1925 года во время отдыха на своей даче в посёлке Чабанка (на черноморском побережье в 30 км от Одессы) Мейером Зайдером по кличке Майорчик, бывшим в 1919 году адъютантом Мишки Япончика. По другой версии, Зайдер не имел отношения к военной службе и не был адъютантом «криминального авторитета» Одессы, а был бывшим владельцем одесского публичного дома, где в 1918 году Котовский скрывался от полиции. Документы по делу об убийстве Котовского были засекречены.
Мейер Зайдер, которому Котовский полностью доверял, не скрывался от следствия и сразу заявил о совершённом преступлении. В августе 1926 года убийца был приговорён к 10 годам заключения. Находясь в заключении, практически сразу же стал начальником тюремного клуба и получил право свободного выхода в город. В 1928 году Зайдер был освобождён с формулировкой «За примерное поведение». Работал сцепщиком на железной дороге. Осенью 1930 года был убит тремя ветеранами дивизии Котовского. У исследователей есть основания полагать, что Зайдер мог выдать организаторов убийства. Убийцы Зайдера осуждены не были.

### Похороны
Котовскому советскими властями были устроены пышные похороны, сравнимые по размаху с похоронами В. И. Ленина.
Похоронить Котовского на своей территории предлагали Одесса, Бердичев, Балта (тогда столица Молдавской АССР).
На похороны Котовского в Бирзулу прибыли видные военные лидеры С. М. Будённый и А. И. Егоров, из Киева прибыли командующий войсками Украинского военного округа И. Э. Якир и один из руководителей украинского правительства — А. И. Буценко.

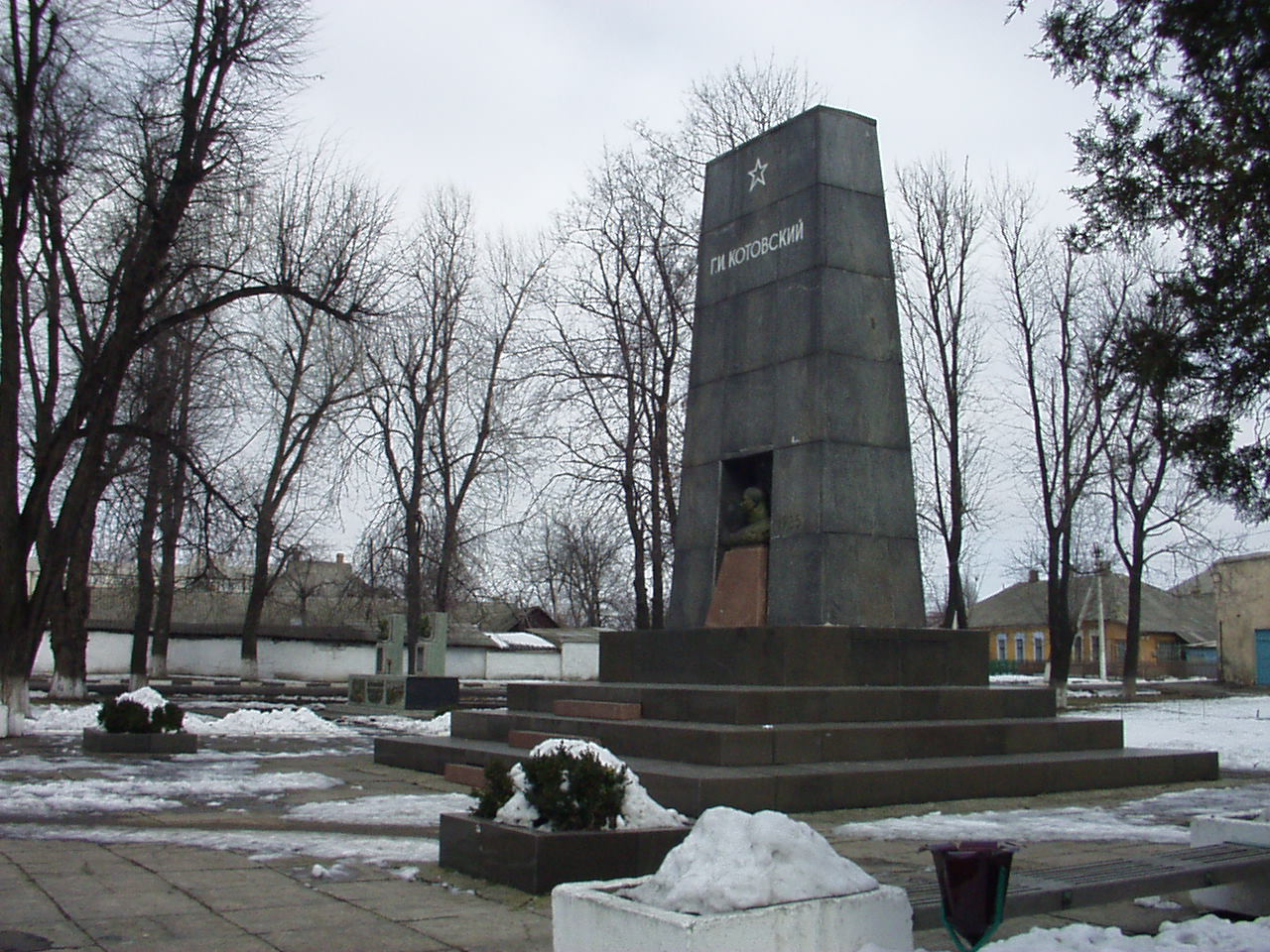
Мавзолей Котовского в 2006 г.

### Мавзолей
На следующий день после убийства, 7 августа 1925 года, из Москвы в Одессу срочным порядком была направлена группа бальзаматоров во главе с профессором Воробьёвым.
Был выстроен мавзолей по типу мавзолея Н. И. Пирогова в Виннице и В. И. Ленина в Москве.
6 августа 1941 года, ровно через 16 лет после убийства комкора, мавзолей был уничтожен немецко-румынскими фашистскими оккупационными войсками. Оккупанты разбили стеклянный саркофаг и надругались над телом, выбросив останки Котовского в свежевырытую траншею вместе с трупами расстрелянных местных жителей. Рабочие местного железнодорожного депо, во главе с начальником ремонтных мастерских Иваном Тимофеевичем Скорубским, вскрыли траншею и перезахоронили убитых, а останки Котовского собрали в мешок и сберегали у себя до окончания оккупации города в 1944 году.
Мавзолей был восстановлен в 1965 году в уменьшенном виде, останки Котовского в цинковом гробу со смотровым окошком были размещены в помещении музея, находившегося в мавзолее.
28 сентября 2016 года депутаты городского совета Подольска (бывший Котовск) приняли решение похоронить останки военачальника на городском кладбище №1.

## Награды
- Георгиевский крест 4-й степени[7].
- три Ордена Красного Знамени (дважды 1921 и 1924[22]) .
- Почётное революционное оружие — инкрустированная кавалерийская шашка с наложенным на эфес знаком Ордена Красного Знамени (1921[22]).

## Семья
Жена — Ольга Петровна Котовская (по первому мужу — Шакина; 1894—1961). По опубликованным свидетельствам сына, Г. Г. Котовского, Ольга Петровна родом из Сызрани, из крестьянской семьи, выпускница медицинского факультета Московского университета, была ученицей хирурга Н. Н. Бурденко; будучи членом большевистской партии, добровольцем ушла на Южный фронт. Познакомилась с будущим мужем осенью 1918 года в поезде, когда Котовский догонял бригаду после перенесённого тифа, в конце того же года поженились. Ольга служила врачом в кавалерийской бригаде Котовского. После гибели мужа 18 лет отработала в Киевском окружном госпитале, затем в Москве, майор медицинской службы.
- Сын — Григорий Григорьевич Котовский (1923—2001),  советский и российский востоковед-индолог, историк и общественный деятель, внёсший большой вклад в изучение истории Индии.
  - Внучка — Мария Григорьевна Котовская, в 1975 году, как и отец, окончила истфак МГУ. Доктор исторических наук, профессор, ведущий научный сотрудник ИЭА РАН, с 2008 года возглавляет комиссию по делам национальностей и иммиграционной политики общественных связей правительства Москвы, с 2007 года является экспертом по социальным грантам президента Владимира Путина.[23][24]
    - Две правнучки и один праправнук.
- Дочь — Елена (Лёля) Григорьевна Котовская (род. 1925), филолог, преподавала русский язык и литературу в Киевском университете.[23]
  - Внук  — Григорий Вадимович Котовский (Пащенко) (род. 1950), живёт в Киеве.[23]

## Память
В годы советской власти образ Котовского идеализировался и популяризировался.
Имя Котовского было присвоено заводам и фабрикам, колхозам и совхозам, пароходам, кавалерийской дивизии, партизанскому отряду во время Великой Отечественной войны.
Портрет героя гражданской войны помещали на вымпелы, календари, спичечные коробки.

### В честь Григория Котовского были названы
- город Котовск в Тамбовской области.
- город Котовск (бывш. Бирзула) в Одесской области, где похоронен Котовский (12 мая 2016 года город Котовск Одесской области переименован в Подольск).
- город Хынчешты, родина Котовского, — с 1965 по 1990 год назывался Котовск.
- село Котовское в Раздольненском районе Республики Крым.
- село Котовское в Рассказовском районе Тамбовской области.
- село Котовское, Комратский район, Гагаузия.
- село Новокотовск, Слободзейский район, Приднестровье.
- Посёлок Котовского — район города Одессы.
- улица «дорога Котовского» в Одессе (переименована в Николаевскую дорогу).
- улица Котовского в Астрахани, Екатеринбурге, Минске, Бресте, Брянке, Гомеле, Тирасполе, Новосибирске, Омске, Краснодаре, Сарове, Твардице, Томске, Тюмени, Реутове, Смоленске, Комсомольске-на-Амуре, Казани.
- Проезд им. Г. И. Котовского в Саратове.
- спуск Котовского в Севастополе.
- музей им. Г. И. Котовского в селе Степановка Раздельнянского района Одесской области.
- музыкальный коллектив — рок-группа «Цирюльня им. Котовского».
- в городах Каменец-Подольский, Борисполь и других городах Украины была улица Котовского

### Памятники
- Монумент-мавзолей Котовского в Подольске Одесской области
- Памятник Котовскому в Котовске Одесской области: фото 1, фото 2 (демонтирован в июне 2017[26])
- Памятник Котовскому в Котовске (у сахарного завода): фото
- Памятник Котовскому в Балте Одесской области[27] (1926, демонтирован в мае 2015)
- Памятник Котовского в Хынчештах
- Памятник Котовскому в музее Котовского в Котовске Одесской области
- Памятник Котовскому в Кишинёве
- Музей в Кишинёве
- Памятник Котовскому в Тирасполе в парке «Победа»
- Штаб-музей Котовского в Тирасполе
- Памятник Котовскому в Бердичеве на Красной (Лысой) горе (демонтирован 23 ноября 2015 года[28])
- Памятник Котовскому в Умани (открыт 8 августа 1926)
- Памятник Котовскому в с. Соломна Волочиского района Хмельницкой области
- Памятник Котовскому в с. Степановка, Раздельнянский район, Одесская область

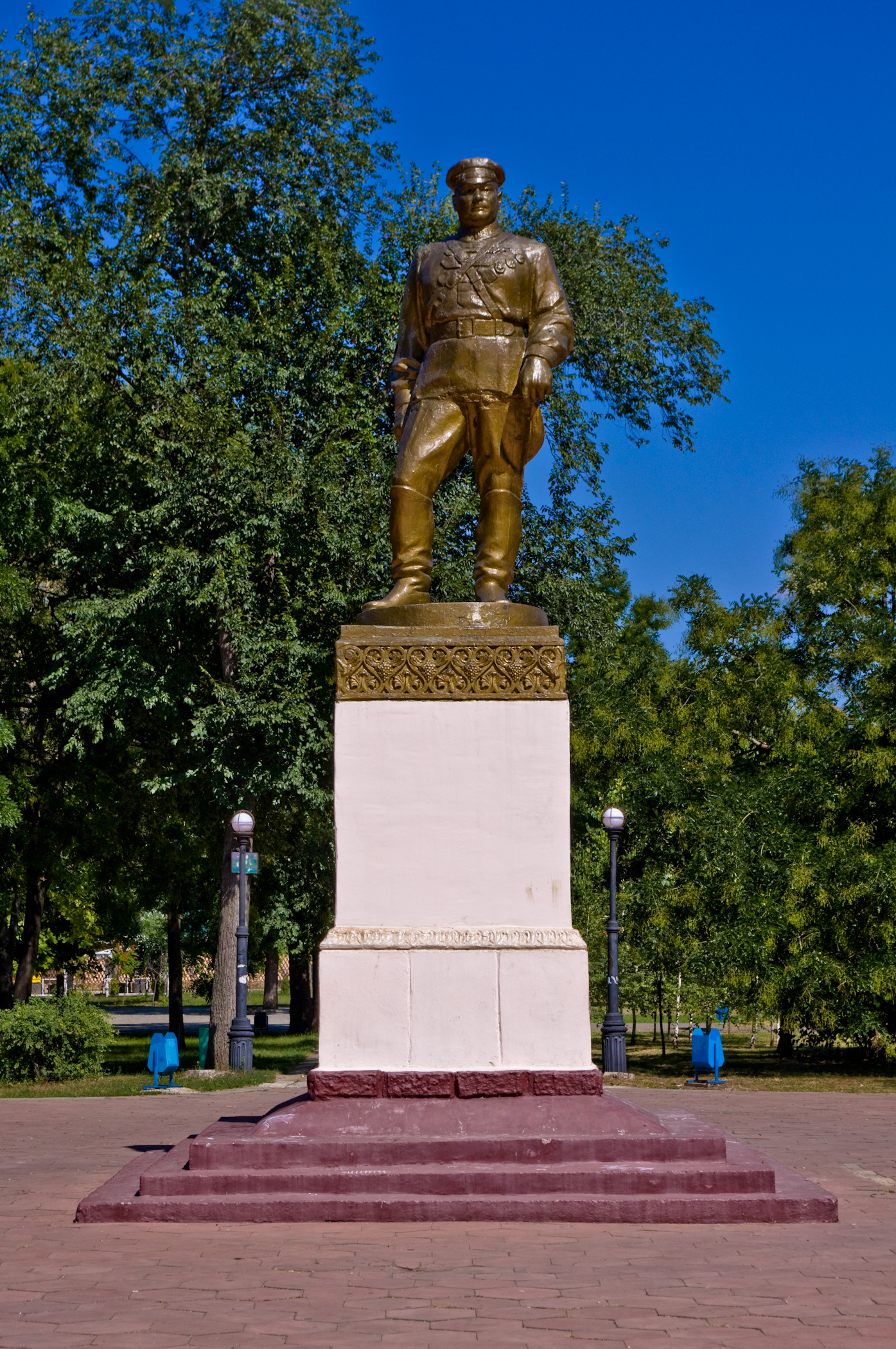
Памятник Котовскому в г. Тирасполь
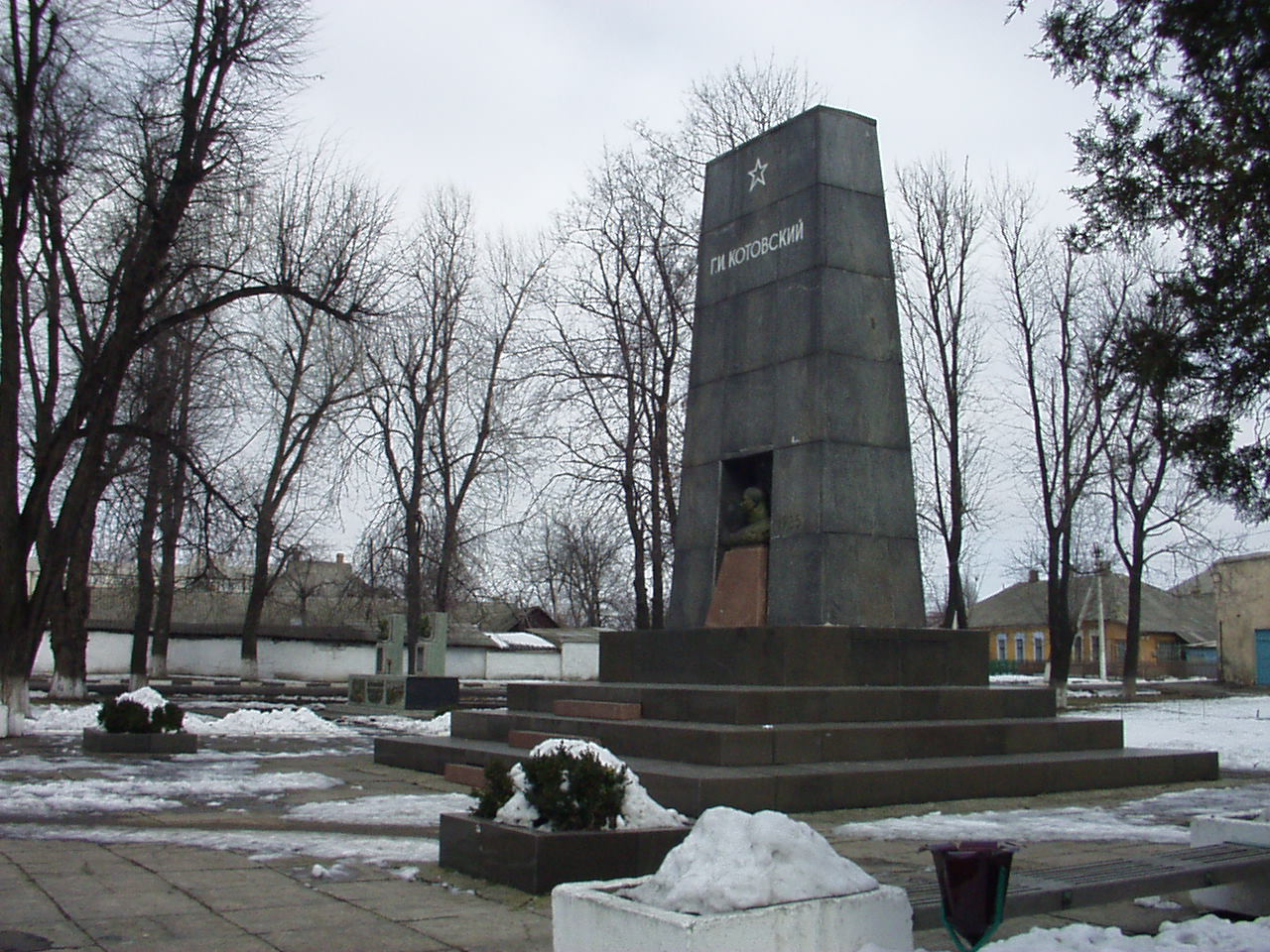
Монумент-мавзолей Котовского в г. Подольск (Одесская область)
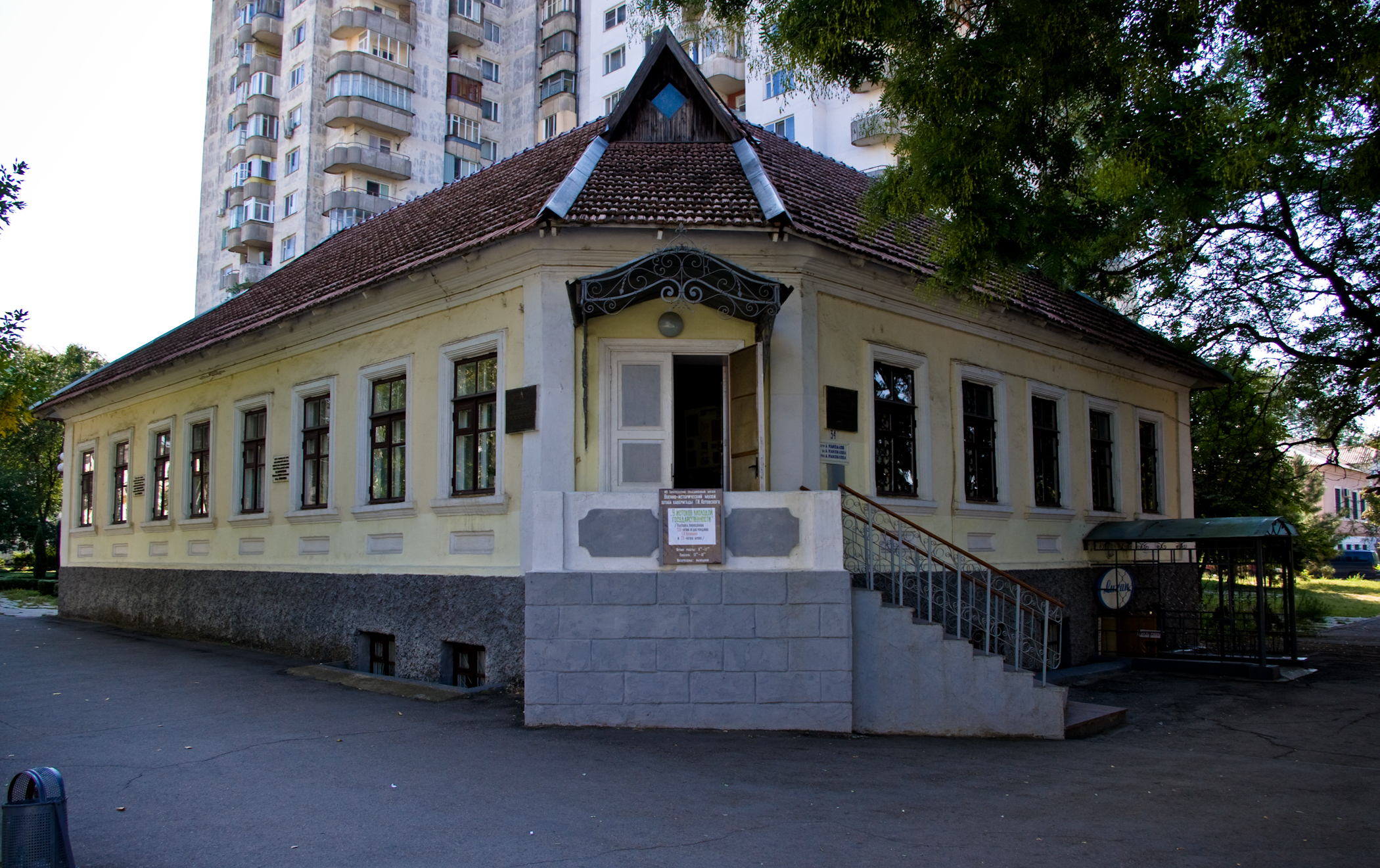
Штаб-музей Котовского в Тирасполе (закрыт)
Дом-музей Котовского
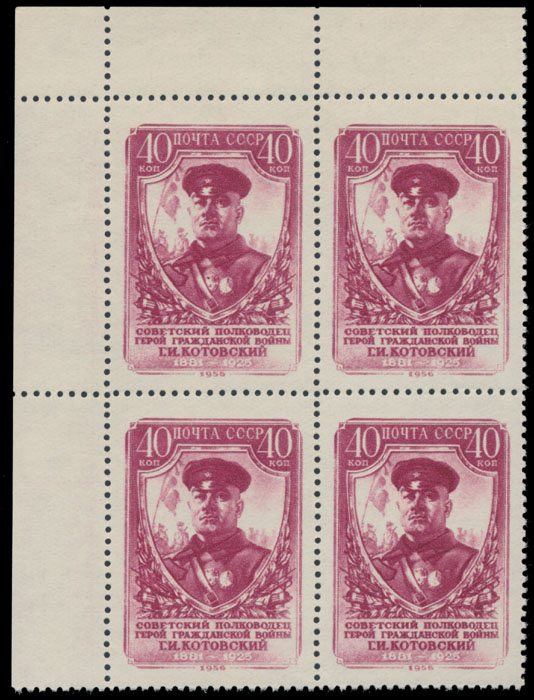
Г. И. Котовский на блоке почтовых марок СССР (1956)
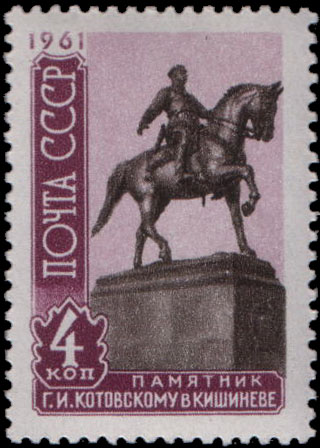
Почтовая марка СССР, 1961 год. Памятник Г. И. Котовскому в Кишинёве

### Музей
В 1991 году в Тирасполе был открыт Музей штаба кавалерийской бригады Котовского.

### Котовский в искусстве

#### В кинематографе
- «П. К. П.» (1926) — Борис Зубрицкий.
- «Котовский» (1942) — Николай Мордвинов.
- «Эскадра уходит на запад» (1965) — Борис Петелин.
- «Оперативная командировка» (1969) — Григорий Абрикосов.
- «Последний гайдук» (Молдова-фильм, 1972) — Валерий Гатаев.
- «По волчьему следу», (1976); «Большая малая война», (1980) — Евгений Лазарев.
- «Котовский» (телесериал, 2010) — Владислав Галкин.
- «Жизнь и приключения Мишки Япончика» (телесериал, 2011) — Кирилл Полухин.
- «Сувенир из Одессы» (телесериал, 2018) — Дмитрий Суржиков.
- «Бендер: Начало» (2021) — Юрий Колокольников.
- Григорий Котовский. Атаман «Адский» — Легенды бандитской Одессы // Телеканал НТН 2008 год. Режиссёр Владимир Шегеда.

#### Стихи и песни
Так это же Котовский,

Знаменитый бессарабский Робин Гуд.

Так это же Котовский,

И поэт, и джентльмен, и баламут.
Частью сюиты, написанной в посвящение Г. И. Котовскому композитором Анатолием Новиковым и поэтом Яковом Шведовым в 1940 году по заказу ансамбля Киевского особого военного округа, была песня «Смугля́нка». В ней воспевалась девушка-партизанка времён гражданской войны, однако после первого исполнения в 1944 году песню подхватили в армии и в тылу, воспринимая как посвящение партизанам советской Молдавии.
- Группа «Запрещённые барабанщики» исполняет песню «Котовский» на музыку В. Пивторыпавло и слова И. Трофимова.
- Поэт Эдуард Багрицкий описал Г. И. Котовского в поэме «Дума про Опанаса» (1926). Отрывок из поэмы был положен на музыку композитором А. Г. Новиковым («Песня про Котовского», 1934)[31].
- Песня Александра Харчикова «Котовский».
- Гоша Вологодский «Котовский».

#### Проза
- Биографическая повесть «Золотая шашка» Романа Сефа.
- На мифологизированной фигуре Котовского основан одноимённый персонаж романа В. Пелевина «Чапаев и Пустота».
- Г. И. Котовский и котовцы упоминаются в книге «Как закалялась сталь» Н. Островского.
- Образ Г. И. Котовского несколько раз появляется в ироничном романе В. Тихомирова «Золото на ветру».
- Писатель Р. Гуль описал его в книге «Красные маршалы: Ворошилов, Будённый, Блюхер, Котовский» (Берлин: Парабола, 1933.)
- В 1957 году вышла в свет «Повесть о Котовском» Бориса Четверикова, а в 1961—1964 гг. был издан его роман «Котовский» в двух томах (т. 1. «Человек-легенда»; т. 2. «Эстафета жизни»).
- В 1982 году издательством «Молодая гвардия» в серии «Жизнь замечательных людей, ЖЗЛ» была выпущена книга Геннадия Ананьева «Котовский».
- В 1988 году Верхне-Волжским книжным издательством выпущена в свет книга авторов Кононова А. Т., Дмитриева Ю. Д., Алексеева С. П. «Рассказы о красных командирах», в которой рассказывается о Г. И. Котовском, В. И. Чапаеве и Г. К. Жукове.
- В 2012 году издательством «Молодая гвардия» в той же серии «Жизнь замечательных людей, ЖЗЛ» была выпущена книга Соколова Бориса Вадимовича «Котовский».
- В 2016 году в издательство «Вече» вышла в свет книга Шишова Алексея Васильевича «Красные командиры Граждаской войны», в которой рассказывается в том числе и о Г. И. Котовском.
- В 2023 году издательство «Родина» в серии «Советский век» выпустило в свет книгу Соколова Бориса Вадимовича «Григорий Котовский. Загадка жизни и смерти».